# Lukáš Jarolím
Lukáš Jarolím (ur. 29 lipca 1976 w Pardubicach) – czeski piłkarz grający na pozycji pomocnika.
Syn obecnego trenera Slavii Praga Karela Jarolíma, brat zawodnika Hamburger SV Davida Jarolíma i kuzyn piłkarza Slavii Marka Jarolíma.

## Kariera klubowa
Rozpoczął karierę w wieku 6 lat w Slavii Praga, gdzie grał jego ojciec. W latach 1987–1991 grał we francuskich klubach FC Rouen i Amiens SC. W 1991 powrócił do Slavii. W latach 1994–1997 zagrał 20 spotkań w barwach praskiego klubu, strzelając w nich jedną bramkę. W sezonie 1996/1997 był wypożyczony kolejno do FC Union Cheb i Dynama Czeskie Budziejowice, gdzie łącznie rozegrał 7 meczów.
Na początku sezonu 1997/1998 rozegrał jeden mecz w barwach Slavii, a później przeniósł się do pierwszoligowego klubu Marila Příbram. W barwach przybramskiego klubu rozegrał w ciągu 5 lat 132 mecze, strzelił w nich 15 bramek. W 1998 był wypożyczony do FK Mladá Boleslav.
W styczniu 2003 dołączył do grającego w Ligue 1 CS Sedan, z którym zajął przedostatnie miejsce w lidze i spadł do Ligue 2. We francuskim klubie grał jeszcze przez pierwszą połowę sezonu 2003/2004, po czym przeniósł się do grającego w 2. Bundeslidze SpVgg Greuther Fürth. Łącznie w barwach Sedanu zagrał 25 meczów, z czego 12 w Ligue 1.
Po półrocznym pobycie w Niemczech Jarolím powrócił do ligi czeskiej, by grać w 1. FC Slovácko, prowadzonego wówczas przez jego ojca. W barwach tego klubu rozegrał 29 meczów i strzelił 2 bramki. Po przejściu do Slavii Praga w 2005 ojciec pociągnął go za sobą. W ciągu 2 sezonów gry w lidze czeskiej Jarolím był kapitanem drużyny, z którą zdobył w 2006 3. miejsce w lidze, a w 2007 wicemistrzostwo Czech. Jako gracz Slavii strzelił 9 bramek w 57 meczach ligowych. W sezonach 2005/2006 i 2006/2007 grał także w Pucharze UEFA, strzelił w nim jedną bramkę w meczu przeciwko US Palermo 16 lutego 2006 wygranym przez praski klub 2:1.
Po wygaśnięciu kontraktu ze Slavią Jarolím przeszedł za darmo do włoskiej Sieny, podpisując z nią dwuletni kontrakt. W pierwszym sezonie gry w Serie A był podstawowym zawodnikiem toskańskiego klubu. W drugim zagrał jedynie 7 meczów, z czego większość wchodził z ławki rezerwowych. W sezonie 2009/2010 spadł ze Sieną do Serie B i latem wrócił do Slavii Praga.